# バルナバによる福音書
『バルナバによる福音書』(バルナバによるふくいんしょ)はイエス・キリストの生涯を描いた書物。イエスの弟子バルナバにより著されたと主張されている(通常と違い本文献中ではバルナバは十二使徒のひとりとされている)。二つの写本が存在を確認されており、いずれも16世紀後半に遡る。その二写本は一方がイタリア語、他方がスペイン語で書かれているが、スペイン語写本の方は現在では失われ、18世紀に転写されたものが残るのみである。バルナバによる福音書は正典の四福音書を合わせたのと同じぐらいの分量があり、イエスの宣教の記述にその分量が費やされているが、その記述は正典の福音書と多くの点で一致する。いくつかの重要な点において、本文献の記述はムスリムによるキリスト教の起源に関する解釈に従っており、キリスト教による新約聖書に関する教説と相反する。
バルナバによる福音書はかなり後の時代の文献であり偽典であるとキリスト教徒と(アッバース・エル=アッカドのような)多少のムスリムの双方を含む大多数の研究者が考えている; しかしながら、初期の(おそらくグノーシス主義者、エビオン派、あるいはタティアノス派による)外典の残遺がいくつか含まれている可能性があり、イスラームの教義に合うように再編集されたのだろうと主張する研究者もいる。現存する版は使徒時代の弾圧された原本を伝えるものだとみなすムスリムもいる。また、本文献をイスラームによるイエス解釈を支持するものとして引用するイスラーム系の組織もある。
バルナバによる福音書を現存する『バルナバの手紙』や『バルナバ言行録』と混同しないように注意。

## 原文の歴史

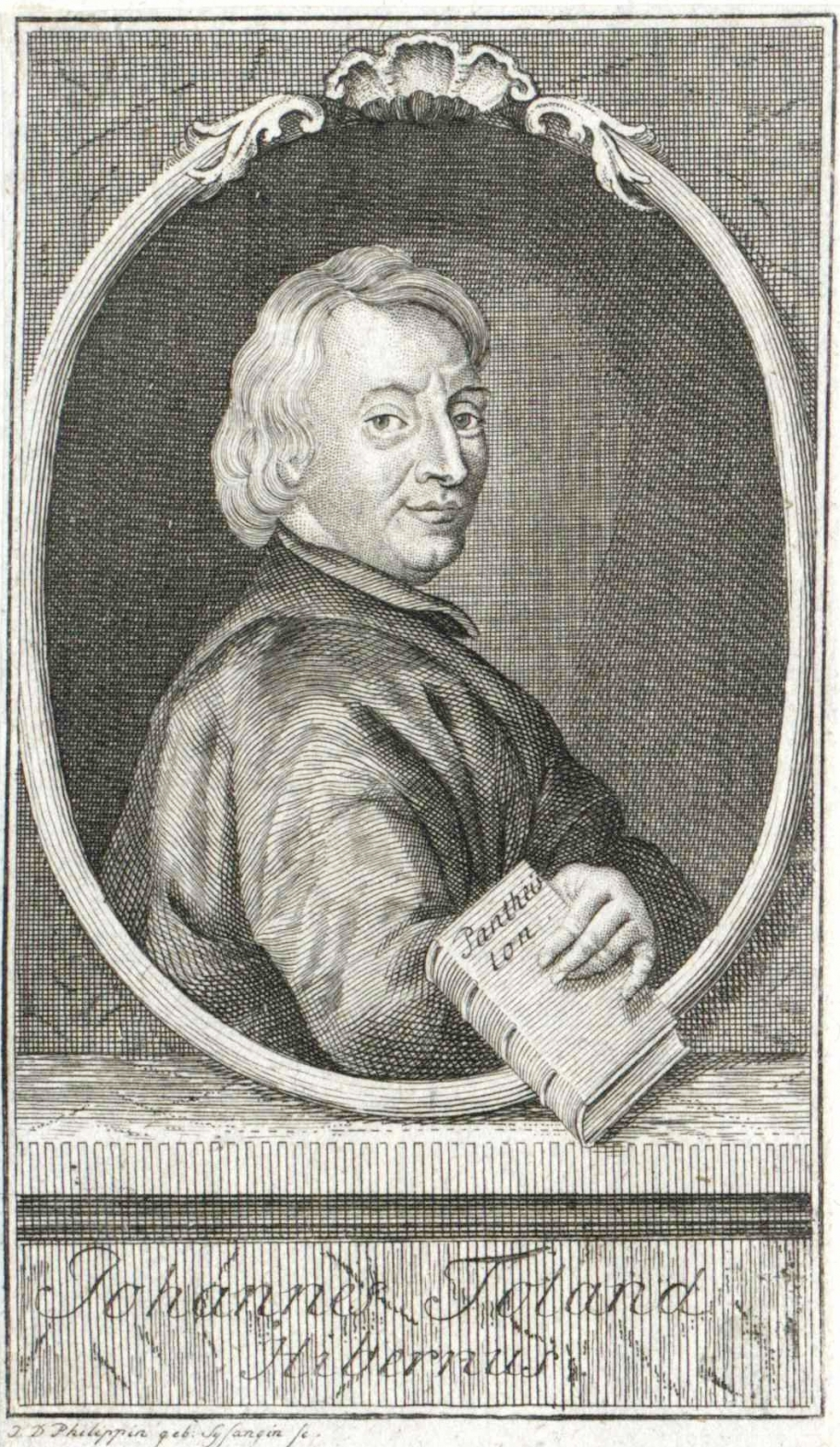
ジョン・トーランドがバルナバによる福音書の写本に関して詳細な記述を与えた。

バルナバによる福音書に言及する最初期の文書は知られている二つの写本のうちの一方と調和することが広く認められており、マドリードで作成されたモリスコ写本BNM MS 9653に含まれており、1634年頃にチュニジアでイブラヒム・アル・タイビリが書いたものであるという。彼は聖書がいかにムハンマドの出現を予告しているかを述べる際に「光を見出すことのできるバルナバによる福音書」(西: "y así mismo en Evangelio de San Bernabé, donde se hallará la luz")と言及している。この福音書に関する文書が初めて公刊されたのは1717年であり、スペイン語写本に関する簡潔な言及が Adriaan Relandの『モハメッド教について』に見出される; 1718年にはイタリア語写本に関するより詳細な説明がアイルランドの理神論者ジョン・トーランドによってなされた。1734年にはジョージ・セールの『コーランを準備する言明』において両写本が言及された。:
モハメッド教徒達もアラビア語で福音書をもっており、それは聖バルナバに帰されている。その福音書でもイエス・キリストの生涯が語られるのだが、真の福音書にみられるのとは大いに異なった形で語られており、モハメッドがコーランを語る際に従った伝承と合致しているのである。アフリカのモリスコ達はこの福音書のスペイン語訳を持っている; そしてサヴォイの公子ユージンの図書館には古い写本がいくつかあり、その中にこの福音書のイタリア語訳が含まれていることから、背教者が使うためのものではないかと思われる。この福音書はモハメッド教徒が全く独自に偽造したものではないと考えられるが、彼らが自分たちの目的により合致するように改ざんを加えていることは間違いない; また特に、パラクレートスつまり弁護者の代わりに彼らはこのこの外典福音書にペリクリュトスつまり著名者の語を挿入し、自分たちの予言者がこの名前により予告されていると言い張った、というのはモハメッドはアラビア語でそう呼ばれているのである; そして彼らはこのことをもって、イエス・キリストがモハメッドを同語源の異名アフメッドのもとに予告しているというコーランの章句を正当化しているのである。
セールによるクルアーンの翻訳が英語における定訳となっている; そしてその宣伝を通じて、そして『コーランを準備する言明』を通じて、学者たちの間でバルナバによる福音書が注目されるようになった; セールが述べているアラビア語原本が見つけようという拙速な試みが多く行われたが無駄に終わったしかし、『コーランを準備する言明』においてセールは全面的に二次文献に依拠してバルナバによる福音書について書いており、(例えば、セールの説明に反して、パラクレートスあるいはペリクリュトスといった語はどちらの写本にも見出されない; ただしペリクリュトスはイタリア語写本に対するアラビア語での傍注において音写されている)。『コーランを準備する言明』による準備に続いて、よく知られたスペイン語写本がセールの所有するところとなった。

## バルナバによる福音書に対する初期の言及
『バルナバによる福音書』は初期のキリスト教徒による二つの外典一覧で言及されている: ラテン語の『ゲラシウス教令集』(6世紀)とギリシア語の7世紀の『六十書一覧』である。両社は互いに独立した報告である。1698年にはジョン・アーネスト・グレイブがボドリアン図書館のバロキアヌス全集のギリシア語写本から使徒バルナバに帰される未知のイエスの発言集を発見して、この失われた福音書からの引用であろうと推測した。ジョン・トーランドはこの引用を「使徒バルナバは自分は悪の主張に打ち勝った者の中でも最弱と述べた; というのは彼は悪に打ち勝つことでさらなる罪を招いたからである」と訳している; そして彼は1709年以前にアムステルダムで現存するバルナバによる福音書のイタリア語写本を調査した際に対応する章句を認めたと主張した。しかし、その後イタリア語写本およびスペイン語写本を調査した学者たちにはトーランドの調査を裏付けられなかった。
この文献を現存する『バルナバの手紙』と混同してはいけない。『バルナバの手紙』は2世紀にアレクサンドリアで書かれたと考えられている。この二つの文献はバルナバに帰されていることを除けば、文体・内容・歴史、どの点においても無関係である。例えば割礼の問題に関して、両文献は明らかに相異なる見解を述べている。『手紙』の方はこのユダヤ教の慣習を拒絶しているのに対して、『福音書』の方はこれをむしろ奨励しているのである。また、現存する『バルナバ言行録』とも混同してはいけない。こちらはバルナバの旅行・殉教・葬儀について述べたものであり、431年以降にキプロスで書かれたものだと考えられている。
478年にゼノン朝下でキプロスの大主教アンテミオスがバルナバの隠された埋葬地を夢に見たと発表した。バルナバの遺体は洞窟でマタイによる福音書の写本を胸に抱えた状態で発見されたという; 同時代の講師テオドロスによれば、遺骨と福音書はアンテミオスから皇帝に献上されたという。バルナバによる福音書が古代に書かれたと主張する研究者の中には、478年に発見されたのはマタイではなくバルナバによる福音書であったと主張する者もいる; しかしこの主張はアンテミオスの発見した福音書に関するアンティオキアのセウェロスによる説明と食い違う。セウェロスは500年頃に件の福音書を調査したと述べており、マタイ書27：49に磔にされたイエスが槍で貫かれたと書かれているか調べた(が書かれていなかった)という。11世紀東ローマの歴史家ゲオルギオス・ケドレノスによれば、アンテミオスが発見したとされるマタイによる福音書のアンシャル体写本は当時も宮廷のステファン礼拝堂に保存されていたという。

## 写本

### イタリア語写本

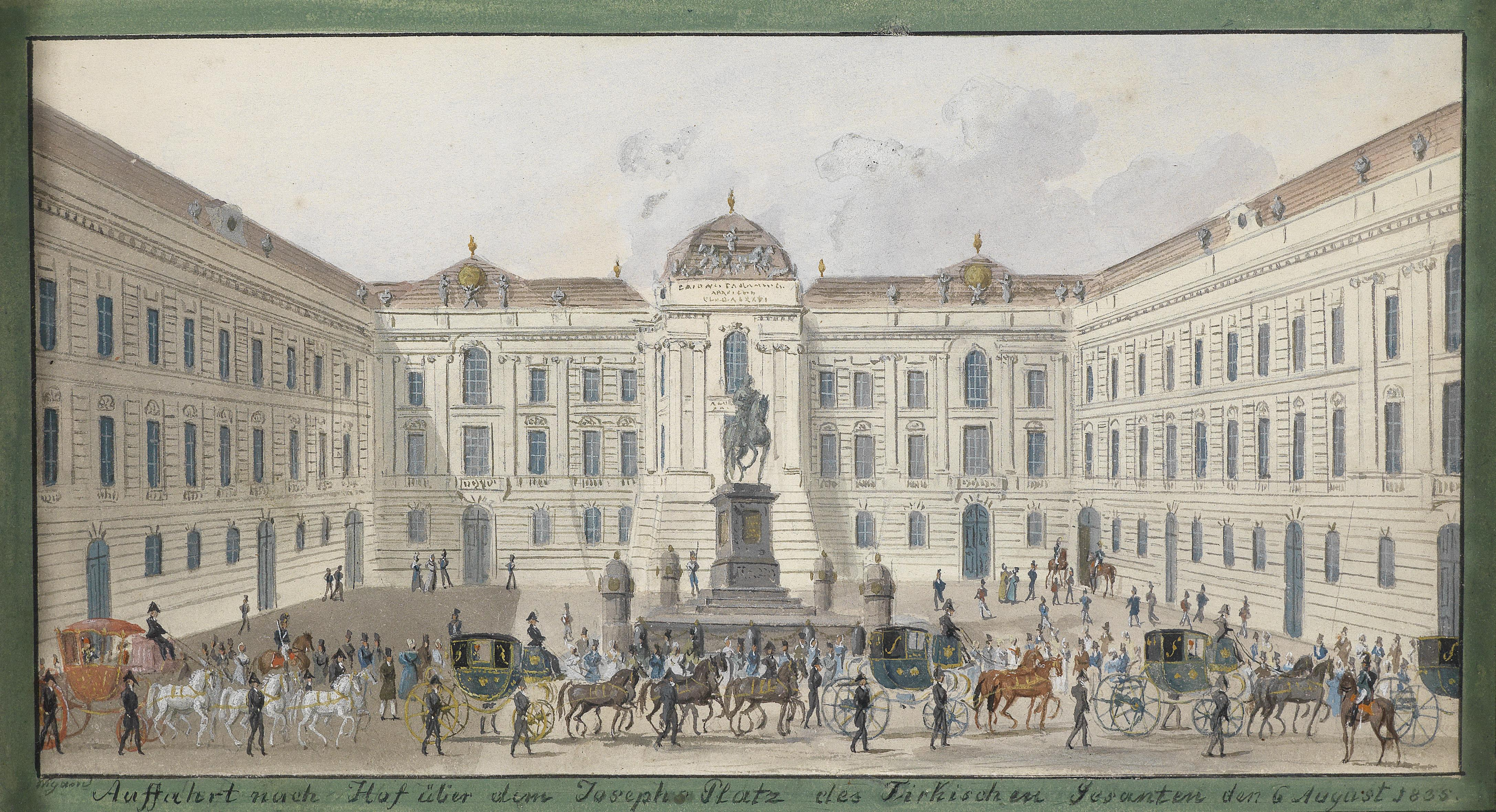
イタリア語写本があったオーストリア帝国図書館

公子オイゲンのイタリア語写本は1713年にジョン・フレデリック・クラマーから彼に贈呈されたものである; 同写本はその後1738年にオイゲンの他の蔵書と共にウィーンのオーストリア国立図書館に移動された。1709年より少し前のアムステルダムにおいて、クラマーがトーランドにこの写本を貸出し、トーランドは以下のように書いた; 「(クラマー氏は)件の都市の名士の蔵書からそれを持ち出した; 彼は生涯の間その断片に高い価値を置き続けたと評された。珍品としてか彼の宗教のモデルとしてかは私は知らない。」 Michel Fremauxはこの前の持ち主を追跡・同定したり何らかのカタログ・目録に対応する写本が載せられているのを発見したりしようとしたが成功していない。しかし、トーランドの批評は氏名不詳の前の持ち主が宗教上反三位一体論者またはユニテリアンであることを示唆していると考えられる; また、この写本はジョヴァンニ・ミケーレ・ブルートかクリストフォルス・サンディウスの書類に紛れてアムステルダムに来たのだろうとFremauxが推測している; 彼らはそれぞれトランシルヴァニア、ポーランド出身で、宗教関係の写本の収集家であった。
イタリア語写本は506ページあり、そのうちp43からp500までがバルナバによる福音書である。イスラーム圏のスタイルであるページの外周に赤い枠が書かれた中に本文が記されている。p5からp42にも赤い枠が書かれている; しかし(クラマーによる公子オイゲンへの紹介文の他は)赤い枠の中は空白であり、ある種の序文や準備的な記述のための余白だったのではないかと考えられるが、スペイン語写本の序文と比較するとこの余白はあまりにも大きい。非文法的なアラビア語で各章に簡単な説明が加えられたり傍注がつけられたりしている; それら説明・傍注にはまた時にはトルコ語単語やトルコ語の統語論的な特徴が現れる。また装丁もトルコ語でなされており、これが本来のものだと考えられる; しかし紙にはイタリア語のすかし模様が入っており、そのすかし模様は1563年から1620年にかけて用いられたものである。同一人物がこの写本の本文とアラビア語の注を書いており、左から右に文字を書く習慣がある点で明らかに「西洋」である。各ページの最下部には見出し語が書かれているが、これは印刷用の写本において一般的な慣習であった。この写本は未完であるように見える、というのはプロローグと222個の章ではページ上部に枠どられた余白があるが、そのうち28個の余白だけに語句が記入されているからである。このイタリア語写本が最もよく広まった Lonsdale and Laura Raggによる1907年の英語版の底本となっている。Raggsの英語版はラシード・リダーによりすぐさまアラビア語に訳され、1908年にエジプトで出版された。
イタリア語写本はしばしば子音が二重に書かれていたり、母音で始まる単語の語頭に不要な「h」が加えられている(例えば「anno」が「hanno」となっている)など特異な綴りが現れる。この写本の作成者は写本作成に習熟していなかった。しかしその他の点ではこの写本の正字法や句読法は16世紀前半の書法を示しており、ある重要な点ではヴェネツィアに特徴的なスタイルに従っている。しかしその他の特徴はトスカーナ風である; また中世後期(14-15世紀)的な特徴も数多く示している。Raggsに意見を求められた言語学の専門家は、ウィーンの写本はトスカーナのオリジナルをヴェネツィアの写本製作者が16世紀後半に写したものだというのがもっともありそうだと結論付けている。

### スペイン語写本
セールはスペイン語写本に関して以下のように述べている; 「この本は中くらいの四つ折り本で[...]非常に読みやすい字体で書かれているが、後の方から終わりにかけて僅かに傷んでいる。長さのまちまちな222章、420ページから成る; 」 この写本はハンプシャーのヘドニーの講師、ホーム博士からセールに貸与された; そして英訳とともにこの写本がオックスフォード大学ザ・クイーンズ・カレッジのトマス・モンクハウス博士の手に渡り、さらに彼が英訳および写本をジョゼフ・ライト博士に貸与すると、ライト博士はそれらを1784年にバンプトン・レクチャーズで利用した。セールはホーム博士がこの文書をどうやって手に入れたかに関して何も言っていない。シドニー写本を除くと、スペイン語写本はセールによって引用されたスペイン語の三つの章句とホワイトによって引用された英訳版の9つの章が残るのみである。
1792年にモンクハウス博士が死去して以降のスペイン語写本の原本の消息は不明である; しかし、スペイン語写本の写しが1970年代にシドニー大学のフィッシャー・ライブラリーでチャールズ・ニコルソンの蔵書群の中から発見された。英語で「"Transcribed from ms. in possession of the Revd Mr Edm. Callamy who bought it at the decease of Mr George Sale ... and now gave me at the decease of Mr John Nickolls, 1745"」とラベリングされた状態であった。このシドニー写本は130ページあるがp116の下部に「Cap 121 to 200 wanting」とあるように元のテクストの全体は含んでおらず、p117は(スペイン式の算法で)第200章から再開している。シドニー写本とセールがスペイン語で引用した章句の対応箇所を比較すると実質的な違いはないがセールの死んだ1736年から1745年の間のいつかにスペイン語写本の80ほどの章が失われたようである。

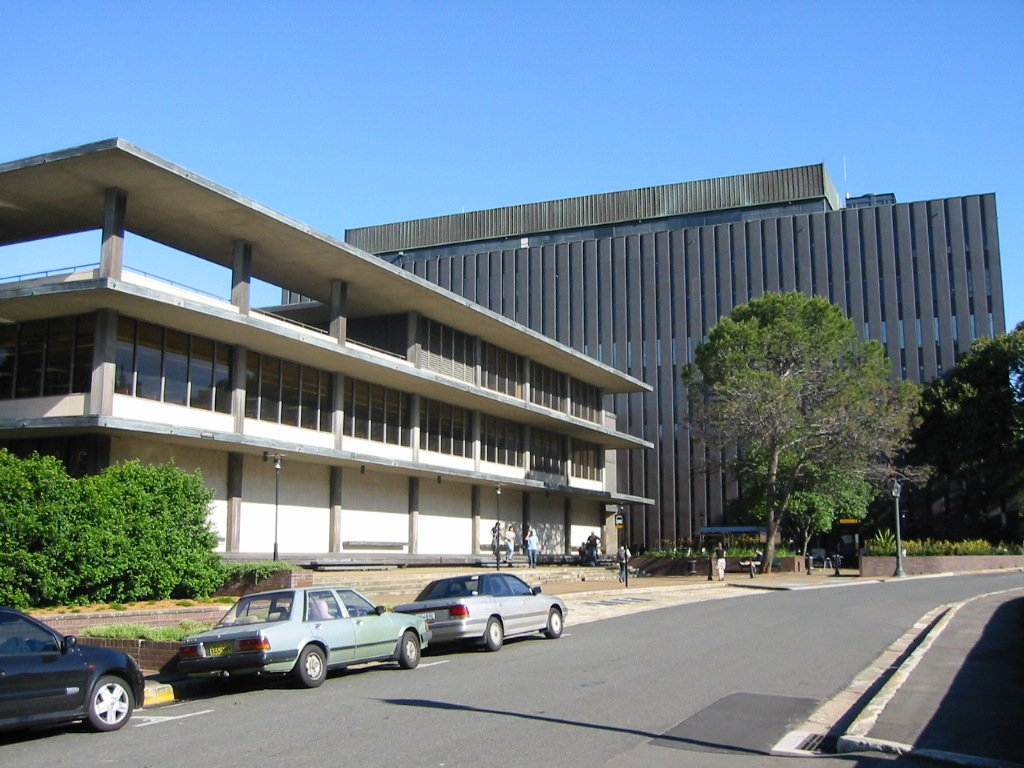
フィッシャー・ライブラリー、シドニー大学。画像の左側がフィッシャー・ノース、右側がフィッシャー・サウス。

スペイン語写本の冒頭には、アラゴン出身のムスリムでイスタンブールに居留したムスタファ・デ・アランダがイタリア語から翻訳したのだと主張する注がついている。この注のさらに前には「フラ・マリノ」なる偽名を用いる人物の、教皇シクストゥス5世の図書館からイタリア語版を盗んできたと主張する序文がついている。フラ・マリノは自分は異端審問の法廷で職を得ていくつかの文献を所有するようになり、それによって聖書のテクストは崩壊していて真正の使徒文書は不当にも排除されてきたのだと信じるようになったと述べている。また、フラ・マリノはパウロに反対するエイレナイオスの著作でのほのめかしによってバルナバによる福音書の存在に注意をひきつけられたと主張している。; コロンナ家に属する女性から彼に贈られた書物において(ローマ近郊のマリーノはパラッツォ・コロンナの所在地であった)。
(シドニー写本に残っている限りでの)スペイン語写本の言語学的形態・綴り・句読法は概ね16世紀後半の標準的なカスティーリャ語に近い; そしてイタリア語写本のような特殊な文体ではない。それゆえ、言語学的には、スペイン語写本はイタリア語写本よりも後のものであると考えられる; ただしこの点はスペイン語写本が二次的だと確証するものではない。

### 比較
スペイン語写本の80個の章が欠けているのを別にしても、イタリア語写本とスペイン語写本の間には章割りに関して相違が存在する; またシドニー写本とホワイト博士による英訳版の引用との間でも相違が存在する。イタリア語写本とスペイン語写本との間で、プロローグから第116章までの章割りは同じである。しかしイタリア語写本の第117章はスペイン語写本では第117章と第118章に分割されている; そしてイタリア語の第118章と第119章はスペイン語では合体して第119章になっている。脱落箇所の直前の第120章は両言語版で共通である; しかしスペイン語写本が再開する第200章はイタリア語写本の第199章に対応している。そのあとはこの1章のずれがずっと続き、シドニー写本の最終章第222章がイタリア語写本の第221章に対応する。イタリア語写本の最終章第222章はスペイン語写本では欠落している。ジョゼフ・ホワイトの引用ではさらに大きな違いが存在しており、長い章である第218章(イタリア語写本の第217章に相当)が分割されてホワイト博士のテクストの第220章がシドニー写本の第219章およびイタリア語写本の第218章に対応している。ホワイト博士の第221章はシドニー写本の第220・221章やイタリア語写本の第219・220章に対応する。この点、イタリア語写本の第218章は正しい章割りがなされており、写本製作者は最後の段落を分割して第219章に編入し、区分を消去して書きすぎたことが注記される。このことから、この部分の章割りに関してイタリア語写本の作成者はいかなるテクストをコピーしたのかが不明であると提議される。
既述した大きな欠落の他に、スペイン語写本には第222章(イタリア語版でいえば第221章)からの100語ほどの欠落や、第211章(イタリア語版の第210章)からのより短いが有意な欠落もみられる。これらは、写本が途中から終わりまで傷んでいるというセールの注に関係があるかもしれない。他の部分でもイタリア語写本に存在する(し意味上必要な)語句がスペイン語写本には存在しないという部分が大量にある。逆に、イタリア語写本で語句が偶然欠落してしまったとRaggsが推測している箇所が12か所あるが、スペイン語写本がその欠落している語句を補ってくれている。
イタリア語写本と違って、スペイン語写本にはアラビア語での傍注や各章の要約が存在しないが、イタリア語写本にはスペイン語写本にある第1-27章の章題が存在しない。スペイン語写本ではプロローグの上に表題が与えられているが、これはイタリア語写本のプロローグの上にある表題と異なっている。一方、シドニー写本の第218章の上に与えられている章題はイタリア語写本の第218章にもホワイト博士の引用にも見られない。
これらの写本作成時に生じた個々の間違いの他にも、スペイン語写本とイタリア語写本との間で意味に違いが生じるような実質的な違いはほとんどない; しかし注目すべき差異がスペイン語写本第218章の(イタリア語写本で言えば第217章の)イスカリオテのユダの磔刑の描写にみられる。イエス・キリストは磔刑から奇跡的に逃れた; そしてユダはイエスそっくりに変装し、イエスが受けるべきだった磔刑を受けた。スペイン語写本ではイエスの弟子たちは「ペトロを除いて」皆磔刑の間変装に欺かれたままであったとされる; しかしこの特徴的な描写はイタリア語写本には存在せず、スペイン語写本の第217章で述べられていたようなペトロだけがあらかじめ変装を知っていたということはない。

## 起源

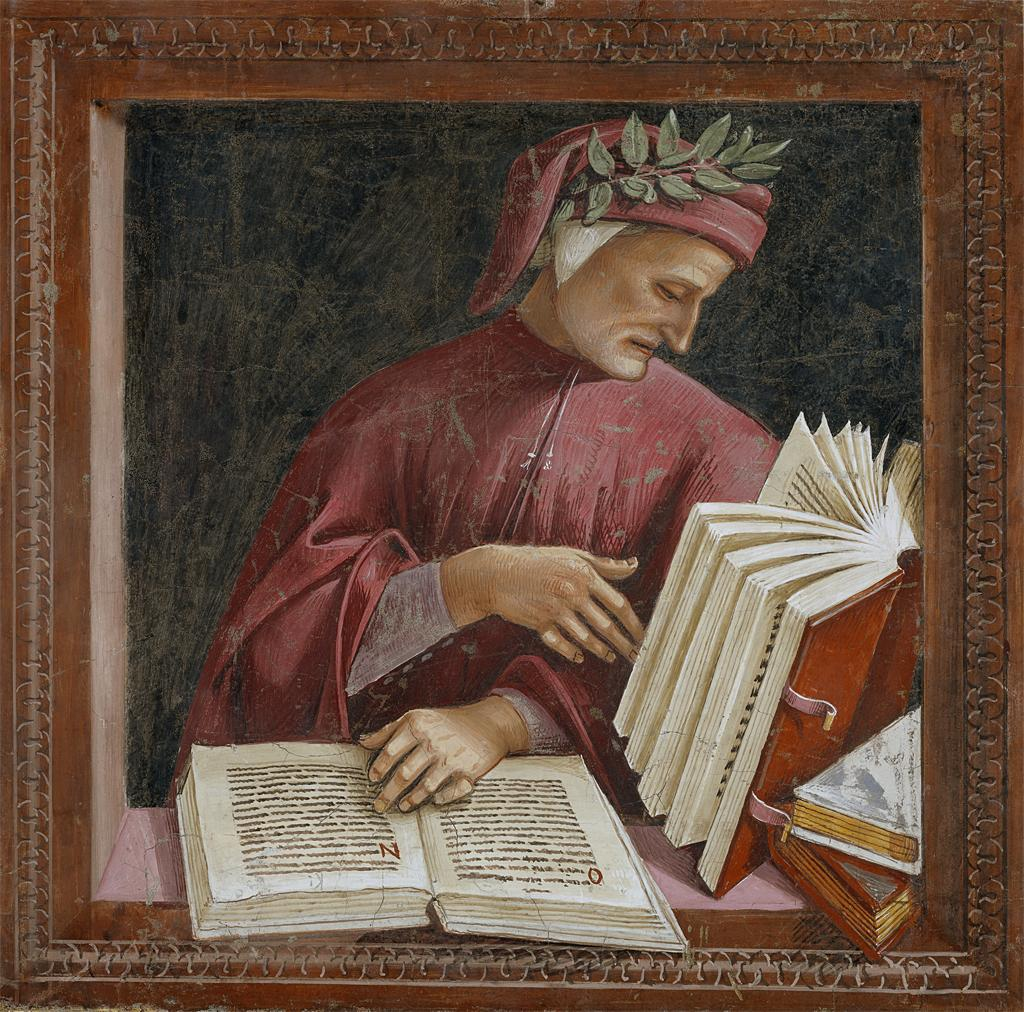
バルナバによる福音書にみられる章句はダンテの用いた言い回しに非常によく似ていると主張する研究者もいる。

バルナバによる福音書の研究者の中には同文献がイタリア起源だと主張し、同文献中の章句でダンテが用いた言い回しと非常によく似ているものに言及してバルナバによる福音書の著者はダンテの作品から言い回しを借用しているのだと提案している者もいる; 彼らはこの結論を支持するためにスペイン語写本の序文を取り上げている。バルナバによる福音書と一連の中世後期に口語(中英語や中世オランダ語も含まれるが、特に中世イタリア語)訳された正典四福音書の種々のテクストとの章句の類似性の程度に言及する研究者もいる; これらは皆タティアノスのディアテッサロンの失われたラテン語訳に由来するという説がある。それが本当なら、イタリア起源説が強化されることになる。
他には、スペイン語写本の序文のイタリア語版から翻訳したという主張は自身を教皇庁の図書館と結び付けて権威づけようとしたものだとみなして、スペイン語版が最初に存在したのだと主張する研究者もいる。それらの研究者は一連のモリスコの偽書、1590年代に遡るグラナダのサクロモンテ銘板との類似性に言及する; あるいはスペインからのモリスコ追放の後にモリスコがキリスト教徒イスラームの伝承を再加工して作りだした文献に言及する。
現存するイタリア語・スペイン語両写本の詳細な比較によって、スペイン語版の読みが二次的である箇所(例えば意味上必要な語句がスペイン語版では欠損しているがイタリア語版では存在する箇所)が大量に見つかった。対してスペイン語写本が先に存在したと主張するBernabé Ponsは、それらは18世紀イングランドでシドニー写本を作成する際に犯された間違いによるものだと主張している。一方Joostenはそれらの箇所のほとんどはイングランドの写本作成者の不注意によるものだという説明が蓋然性が高いと認めつつも、にも関わらずそうした読みの一部はイタリア語からスペイン語に訳する際の過ちによるものだと主張している。特に、彼はスペイン語写本中に「イタリシズム」、例えばイタリア語写本で「ゆえに」という意味の「pero」という接続詞を使っている箇所でスペイン語写本でも「pero」という接続詞を使っているがこれはスペイン語では「しかし」という意味であり文脈上は「ゆえに」が適切である、というような箇所が無数にあることを見てとっている。反対にイタリア語写本に「カスティリャニズム」が見られることはないという。だがスペイン語版の読みでは意味が通るのにイタリア語版では意味が通らない章句もあり、イタリア語写本の多くの特徴がスペイン語版では見られない; 第1-27章の章題のように。このことは16世紀のイタリア語版もスペイン語版も失われたオリジナルのイタリア語版に依ることを示唆しているとJoostenは主張し、さらに彼はRaggsと共に失われたイタリア語版の時代を14世紀中ごろに遡らせている。Joostenは言う:
バルナバによる福音書のイタリア語写本とスペイン語写本との体系的な比較によって、スペイン語版はオリジナルが移動していくらか後にイタリア語から訳されたものだという結論が得られた。
失われたスペイン語写本はイスタンブールで書かれたと自ら主張しており、現存するイタリア語写本はトルコ語的特徴をいくつか持っている; よって、スペイン語版とイタリア語版のどちらが先であっても、イスタンブールが現存する両テクストの共通の起源だとほとんどの研究者が考えている。
1492年にグラナダ王国が征服されて後、セファルディムユダヤ人やムスリムムデハルはスペインから追放された。初期にはイタリア(特にヴェネツィア)へ亡命した者もいるが、ほとんどはオスマン帝国に移住し、イスタンブール在住のスペイン語を話すユダヤ人がヘブライ語やラディノ語での印刷文化を興隆させることとなった。イタリアの反三位一体論者やユダヤ人に対してヴェネツィアの異端審問所が迫害を加えるようになったため1550年以降はさらに人数が増大した。当時ムスリムの教説はイスラームのあるいはアラビア語の文書を印刷することに強く反対していたが、非ムスリムは事実上禁止されていなかった; 実際、1570年代に反三位一体論者によってトルコの首都に印刷工場が試みに創設され、過激なプロテスタントの著作が刊行された。スペイン語版の序文でフラ・マリノは、バルナバによる福音書が印刷されるという自身の望みを述べているが、16世紀後半のヨーロッパでそれが可能な唯一の場所はイスタンブールであった。
しかしデイヴィッド・ソックスのような少数派の研究者はイタリア語写本の明白な「トルコ語的」特徴に疑義を呈している;特に、アラビア語での注釈に関して、初歩的な間違いで混乱した記述になっており、イスタンブールで書かれたということはもっともありそうにないと宣言している。特にイタリア語版の「シャハーダ」に関する注をアラビア語に訳してみると全てのムスリムが日々行っている標準的な儀礼と食い違う。これらの研究者は、こういった矛盾から両写本は弁論用に偽造する習作として作られたのだと推測し、これらの写本はローマに起源があると考えている。
バルナバによる福音書が14-16世紀以前に現れたと主張する研究者はほとんどいない; ただし少数派の研究者は部分的により古い文献を含んでいるとみなしているし、大多数の研究者も(ヴルガータは当然としてそれ以外にも)より古い文献からの影響を指摘している。結局、現存するバルナバによる福音書は相異なる少なくとも三つの階層の混成物であると認める点では大多数の学者が一致しているのである:
- 16世紀後半の編集に遡る層; 少なくともスペイン語版の序文やアラビア語の注釈がこれに含まれる、
- スペイン語にしろイタリア語にしろ口承説話に基づく層、古くとも14世紀半ばまでしか遡らない、
- より古い文献に由来する層、ほぼ確実にラテン語で口語の著述家/翻訳者に伝わっていた; 少なくとも、バルナバによる福音書中に広範にみられる、正典福音書中の引用章句とよく対応する部分がこれに含まれる; ただしバルナバによる福音書の下にあるテクストは中世後期のヴルガータ聖書とは際立って異なる[36](例えばバルナバによる福音書第37章には主の祈りが含まれるが頌栄が付け加えられており、これはヴルガータとは食い違う一方でディアテッサロンやその他多くの古い年代の異本と一致する);

バルナバによる福音書の真正性に関する論争の多くは、この文献にみられる(正統派のキリスト教から見て)際立って高い逸脱性は14-16世紀の口語の著者が用いた資料中に既に存在していたのかそれとも著者自身に由来するのかはたまたより後世の編集者たちの改竄によるものなのかという議論であると言い直せる。それらの主題が原始的であるとみなす研究者であっても、この福音書の他の部分がより後世のものであり、時代錯誤的な記述である点には通常は異議を唱えない; ただしこれらの主題の真正性を否定する研究者でもこの福音書の別の部分が古代の異なる読みを伝えている点には通常は異議を唱えない。

## 分析
バルナバによる福音書は新約聖書中のイエスとその宣教に関する記述と明らかに矛盾し、イスラームの教えとよく一致する。というのも、ムハンマドの名に言及しているだけでなくシャハーダを含んでいる(第39章)のである。同書は非常に反パウロ的かつ反三位一体論的な論調である。同書中ではイエスは預言者であって神の子ではない者として描かれ、パウロは「騙された男」と呼ばれる。さらに、バルナバによる福音書ではイエスは生きたまま天に上ることで磔刑から逃れ、裏切り者のイスカリオテのユダが代わりに磔刑を受けたと述べられる。これらの主張―特にイエスが神の預言者であり、磔刑を受けることなく生きたまま天に上った点―はイスラームの教説と一致あるいはよく似ている。イスラームの教えではイエスは主要な預言者の一人で、十字架上で死ぬことなく天使によって生きたまま神のもとへ上げられた。
ただし他の章句ではクルアーンの教えと食い違う―例えばキリストの降誕において、マリアは陣痛なしにイエスを生んだとされるし、また、イエスの宣教において、彼はワインを飲むことを許し一夫一婦制を強制した―が、クルアーンはそれぞれの預言者が互いに何らかの点で異なる独自の律法を持つことを認めている。他の例としては、地獄は七つの大罪を犯した者のみが行くとされている点(バルナバによる福音書: 4–44/135)、割礼に反対すると天国に行けない点(バルナバによる福音書 17/23)、神が魂を持つ点(バルナバによる福音書 6/82)、天国が九つに分かれている点(バルナバによる福音書 3/105)がある。
『バルナバによる福音書』がキリスト教とイスラームの要素の総合の試みとみなせるなら、16世紀と17世紀の平行はモリスコと反三位一体論の著作におけるものだと提議できる。

## 宗教的テーマ
バルナバによる福音書は学者の間で以外は近年までほとんど知られていなかったが、正統派キリスト教のイエス概念に反論する目的で大勢のムスリムが本書を出版するようになった。概して同書はキリスト教よりもムスリムの従前の考え方とよく共鳴している: 同書はムハンマドの名を予告している; 同書はイエスの磔刑を描くのではなくむしろ天へ引き上げられるのを描いており、これは列王記下第二章のエリヤの既述と類似する; そしてバルナバによる福音書はイエスを「預言者」と呼び、その役目を「イスラエルの家」に限定している。
バルナバによる福音書には、予定説に反対し(第164章)信仰義認には賛成する長大な議論が含まれている; 魂の天国か地獄への永遠の定めは(カルヴァン主義のように)神の恩寵によってあらかじめ定められているのでもなければ、(イスラームのように)地上の信者の信仰に基づいた神の裁きによるのでもない。そうではなく、人は皆最後の審判で判決を受けるが、信仰において応えた者、見せ掛けでない悔い改めを示した者、自由な選択で神の祝福を受けた者は結果として救済されることになる(第137章)と同書は述べている。頑固な自尊心が誠実な悔悟を妨げた者は永遠に地獄に留まる。こうした極端なペラギウス主義は16世紀には後にユニテリアンと呼ばれる反三位一体論的プロテスタントの間でみられた。16世紀の反三位一体論者のなかにはキリスト教・イスラーム・ユダヤ教を調停することを追求した者がいた; バルナバによる福音書で主張されたものと非常によく似た前提に立って、時の終わりまで救済が決定されないままであるのなら三宗教のいずれもその信者にとっては天国への有効な道でありうると彼らは主張した。スペイン人のミシェル・セルヴェは正統派キリスト教による三位一体の定式化を非難した(新約聖書中で三位一体に明らかに言及している箇所は後に挿入された部分のみだということを証明した); そしてそれによってキリスト教徒イスラームの競技場の断絶に架橋しようとした。1553年には彼はジュネーヴでジャン・カルヴァンの権威のもとに処刑されたが、彼の教説はイタリアのプロテスタントの亡命者たちの間で大きな影響力を持った。16世紀後半には多くの反三位一体論者がカルヴァン主義者や異端審問によって処刑されたが、彼らはトランシルヴァニアに亡命しようとして、さらにはトルコの君主権の元イスタンブール周辺に住もうとした。
第145章には「小エリヤ書」が含まれる; これは禁欲生活や隠修生活の精神性の廉直性の勧めを述べたものである。それに続く47つの章では、イエスはオバデヤ、ハガイ、ホセアといった古代の預言者がこの戒律に従う聖なる隠修者だったというテーマを唱道している; また彼らに従った人々―「真のファリサイ派とよばれている」―と世俗世界に住み彼の主要な反対者であった「偽ファリサイ派」とを対照している。「真のファリサイ派」はカルメル山に集まるとされる。これは中世のカルメル会の教説と一致する。カルメル会は13世紀に実際にカルメル山に集まっていた隠修者の集会であった; しかし彼は(根拠なしに)エリヤや旧約聖書の預言者の直接的後継者を名乗った。1291年にはマムルークのシリアへの侵攻によりカルメル山の修道士は彼らの修道院を放棄することを余儀なくされた; しかし彼らは西欧各地に離散する際に―特にイタリアで―西方カルメル会の集会が隠修的・禁欲的理想を大規模に放棄して代わりに他の托鉢修道会の共住生活や宣教を取り入れているのに出くわした。それに続く14-16世紀の論争がバルナバによる福音書に反映されているとみなす研究者もいる。
また、バルナバによる福音書は何度も反パウロ的な論調を示しており、イタリア語版では最初に以下のように述べている: 「悪魔に騙されて信心者の振りをしている多くの者は不信心な説教をしてイエスを神の子と呼び、神によって永遠に定められた割礼を拒絶し、あらゆる不浄な肉を食べることを認める: 彼らの中でもパウロこそが騙されてきた者である。」

### ムハンマド出現の予告
バルナバによる福音書はイエスがムハンマドの出現を予告していたと主張しており、以下に示すクルアーンの章句と一致している:
マルヤムの子イーサーがこう言った時のこと、「これ、イスラエルの子らよ、わしはアッラーに遣わされてお前たちのもとに来たもの。わしより前に(啓示された)律法を確証し、かつわしの後に一人の使徒が現れるという嬉しい音信を伝えに来たもの。その(使徒)の名はアフマド」と。ところが彼がいろいろのまごうかたない徴を行って見せると、みな、「これはたしかに妖術じゃ」などと言うばかり。—スーラ 61:6、井筒俊彦訳
(アフマドはムハンマドの異形である。) ムスリムの学問的伝統では、このクルアーンの章句が新約聖書で言及されるパラクレートス(ヨハネ 14:16, 14:26, 15:26, 16:7)に結び付けられる。ギリシア語単語パラクレートスは「弁護者」と訳されるが、キリスト教の伝統ではこれは聖霊を指す。ムスリムの学者の中には、この語と「崇高なもの」を意味する「ペリュクリュトス」を結び付けて考える者もいる; 後者はアラビア語で「アフマド」である。
ムハンマドの名はバルナバによる福音書においてしばしば逐語的に言及される。例えば:
Jesus answered: "The name of the Messiah is admirable, for God himself gave him the name when he had created his soul, and placed it in a celestial splendour. God said: 'Wait Mohammed; for thy sake I will to create paradise, the world, and a great multitude of creatures, whereof I make thee a present, insomuch that whoso bless thee shall be blessed, and whoso shall curse thee shall be accursed. When I shall send thee into the world I shall send thee as my messenger of salvation, and thy word shall be true, insomuch that heaven and earth shall fail, but thy faith shall never fail.' Mohammed is his blessed name." Then the crowd lifted up their voices, saying: "O God, send us thy messenger: O Admirable One, come quickly for the salvation of the world!"—Barnabas 97:9–10
しかし、バルナバによる福音書の多くの章句が正典福音書の対応する引用章句と異なる読みを提示している一方で、共観福音書でムハンマドの名が言及されることはない; また特に、ヨハネによる福音書でパラクレートスが言及されている箇所でバルナバがムハンマドに言及しているということもない。バルナバによる福音書のただ一か所だけ、イエスによる(名称不明の)神の使者の預言を記録するために知られている正典の引用章句を「正している」と理解される:
そこでイエスは言った。「わたしはユダヤ中に叫ぶ声である。そして叫ぶ。イザヤ書にも書かれているように『主の使いの来る道を整えよ』と。」 彼らが「あなたはメシアでも、エリヤでも、また他の預言者でもないのなら、なぜ新しい教えを広め、ご自身をメシアよりも大きく語るのですか」と言うと、イエスは答えた。「神がわたしの手によって行う奇跡が神が求めているとわたしが言っていることを示す。実はわたしは自分があなた方が言う方だとみなされるようにしたことはない。あなた方がメシアと呼ぶ方の靴の歯止めや靴下のひもを緩める資格もわたしにはない。彼はわたしよりも先におられ、わたしよりも後に来られる。そしてまことのことばを伝え、彼の信は限りない。」—第43章
この章句はヨハネ1:19–30によく一致しているが、この章句中で洗礼者ヨハネ(クルアーンではヤフヤー・イブン・ザカリヤ)が言葉を発してイエスに言及している点で異なる。

#### メシアとしてのムハンマド
バルナバによる福音書のある版Template:Specifyによれば:
Then said the priest: "How shall the Messiah be called?" [Jesus answered] "Muhammed is his blessed name".—Chapter 97
また、
Jesus confessed, and said the truth: "I am not the Messiah."—42:2
以上の宣言は、イエスはクルアーンにおいて預言者として言及されるだけでなくアル・マシフ(アラビア語でメシアを指す)としても言及されるというイスラームの教えと矛盾する。クルアーンではアル・マシフは決してムハンマドに言及する際には用いられず、クルアーンでこの称号を帯びる唯一の人物はイーサーつまりイエスであると指摘しておくことも重要である。バルナバによる福音書は改竄されており、ゆえに矛盾がみられるのだと主張するムスリムの学者もいる。また、メシアという語はイエス・キリストに対する一般的な称号だが、その意味する「油を注がれた者」は王に選ばれたダビデやその息子ソロモンに帰されると主張する者もいる。これはサヒーフ(真正)であるハディースによればイスラームにおいて終末に現れてアル・マシフ・アド・ダッジャル(偽メシアを意味する。アンチキリストを参照)を打ち倒すのに協力するマフディーに言及しているのだと述べるムスリムの研究者もいる。
しかしながらクルアーンでは、明らかにメシアの名前はイーサーであると述べられている(ちなみにアラビア語を用いるキリスト教徒はイエスを「ヤス」と呼ぶ。これはヘブライ語やアラム語でのイエスの呼称イェシュアと同語源である):
そこで天使らは宣言した、「これマルヤム。かしこくもアッラー様の嬉しいお告げじゃ、(お前は)神から発する御言葉を(産みまつるであろう)。その名はメシア。マルヤムの子イーサー。その御方は現世にても来世にても高きほまれを受け、神のお傍近き座につかれるであろう。」—スーラ 3:45、井筒俊彦訳

#### イシュマエルの裔のメシア
バルナバによる福音書のある版によればイエスは自分がメシアであることを否定し、むしろメシアはイシュマエルの子孫の中から現れると主張している(イシュマエルは旧約聖書の登場人物でアラブ人の祖とされる):
Whereupon Jesus said: "Ye deceive yourselves; for David in spirit calleth him lord, saying thus: 'God said to my lord, sit thou on my right hand until I make thine enemies thy footstool. God shall send forth thy rod which shall have lordship in the midst of thine enemies.' If the messenger of God whom ye call Messiah were son of David, how should David call him lord? Believe me, for verily I say to you, that the promise was made in Ishmael, not in Isaac."—Barnabas 43:10 
ハッジ・サイード(CIMSの古株)はエジプトで出した新著中でこの章句を正典中の以下の章句と比較している:
「あなたたちはメシアのことをどう思うか。だれの子だろうか。」彼らが「ダビデの子です」と言うと、イエスは言われた。「では、どうしてダビデは、霊を受けて、メシアを主と呼んでいるのだろうか。『主は、わたしの主にお告げになった。「わたしの右の座につきなさい、わたしがあなたの敵をあなたの足もとに屈服させるときまで」と。』このようにダビデがメシアを主と呼んでいるのであれば、どうしてメシアがダビデの子なのか。」これにはだれ一人、ひと言も言い返すことができず、その日からは、もはやあえて質問する者はなかった。—Matthew 22:42–46、新共同訳
正典福音書によれば、イエスはダビデの「子」(末裔)である; ゆえに、この言明はバルナバによる福音書の主眼点を支持しているのだとハッジ・サイードは主張している。
アラブ人のメシアという考えはバルナバによる福音書の他の箇所にも見出される:
If I work iniquity, reprove me, and God will love you, because you shall be doing his will, but if none can reprove me of sin it is a sign that you are not sons of Abraham as you call yourselves, nor are you incorporate with that head wherein Abraham was incorporate. As God lives, so greatly did Abraham love God, that he not only brake in pieces the false idols and forsook his father and mother, but was willing to slay his own son in obedience to God.

The high priest answered: "This I ask of you, and I do not seek to slay you, wherefore tell us: Who was this son of Abraham?" Jesus answered: "The zeal of your honour, O God, inflames me, and I cannot hold my peace. Truly I say, the son of Abraham was Ishmael, from whom must be descended the Messiah promised to Abraham, that in him should all the tribes of the earth be blessed." Then was the high priest wroth, hearing this, and cried out: "Let us stone this impious fellow, for he is an Ishmaelite, and has spoken blasphemy against Moses and against the Law of God."—Barnabas 208:1–2 
この箇所で、バルナバによる福音書はイエスの発言としてアブラハムが生贄に捧げようとした息子はイサクではなくイシュマエルだという話を引用し、ユダヤ教およびキリスト教の教えを否定してイスラームの教えと一致している。引用部の最後の「彼において地上の全種族が祝福された」という文とムハンマドという名の意味が「褒め称えられた(祝福された)」であることとの間にも関係を見いだしうる(Life of Prophet Muhammadを参照)

### イエスは神でもなければ神の子でもない
バルナバによる福音書によれば、イエスは自分が神格化されることを予見し、前もって否定していた:
And having said this, Jesus smote his face with both his hands, and then smote the ground with his head. And having raised his head, he said: "Cursed be every one who shall insert into my sayings that I am the son of God."—53:6 
And having said this Jesus went out of the Temple. And the common people magnified him, for they brought all the sick folk whom they could gather together, and Jesus having made prayer gave to all their health: whereupon on that day in Jerusalem the Roman soldiery, by the working of Satan, began to stir up the common people, saying that Jesus was the God of Israel, who was come to visit his people.—69:6 
Jesus answered: "And you; what say you that I am?" Peter answered: "You are Christ, son of God". Then was Jesus angry, and with anger rebuked him, saying: "Begone and depart from me, because you are the devil and seek to cause me offences."—70:1 
Jesus said again: "I confess before heaven, and call to witness everything that dwells upon the earth, that I am a stranger to all that men have said of me, to wit, that I am more than man. For I am a man, born of a woman, subject to the judgment of God; that live here like as other men, subject to the common miseries."—94:1 
Then answered the priest, with the governor and the king, saying: "Distress not yourself, O Jesus, holy one of God, because in our time shall not this sedition be any more, seeing that we will write to the sacred Roman senate in such wise that by imperial decree none shall any more call you God or son of God." Then Jesus said: "With your words I am not consoled, because where you hope for light darkness shall come; but my consolation is in the coming of the Messenger, who shall destroy every false opinion of me, and his faith shall spread and shall take hold of the whole world, for so has God promised to Abraham our father."—97:1 
これは完全にイスラームの教えと一致している。イスラームの教えるところではイエスは人間の預言者である。いくつかのハディースによると、イエスは未来に地上に舞い戻り、世界に「わたしは神の僕である」と宣言する。クルアーンによれば:
(とかくするうち)彼女は息子を抱いて一族の人々のところへやって来る。そこで人々が言うに、「これ、マルヤム、そなたなんという大変なことをしでかしたのじゃ。ハールーンの姉よ、お前の父さんは悪い人ではなかったし、母さんだって淫らな女ではなかったに」と。彼女は子供を指さした。「まだ揺籃の中にいる赤ん坊とどうして話などできるものか」と一同が言う。すると彼が口をきいて、「私はアッラーの僕です。(アッラー)は私に啓典を授け、私を預言者にして下さいました。そして、どこにいようとも私は祝福された身にして戴いたのです。また生命あるかぎり、礼拝と喜捨のつとめをかかさぬよう、との御いましめを戴きました。それから、母さんにはよく孝行をつくすように、と。私を生意気な、情ない人間にはなさいませんでした。ああ祝福されたわが身よ、私の生れた日に、やがて死に逝く日に、そしてまた生き返って召される日に」と言った。これがマルヤムの子イーサー。みながいろいろ言っている事の真相はこうである。もともとアッラーにお子ができたりするわけがない。ああ、恐れ多い。何事でも、こうとお決めになったら、「在れ」と仰しゃるだけで、そうなるほどのお方ではないか。—スーラ19:27–35、井筒俊彦訳

### パウロとバルナバ

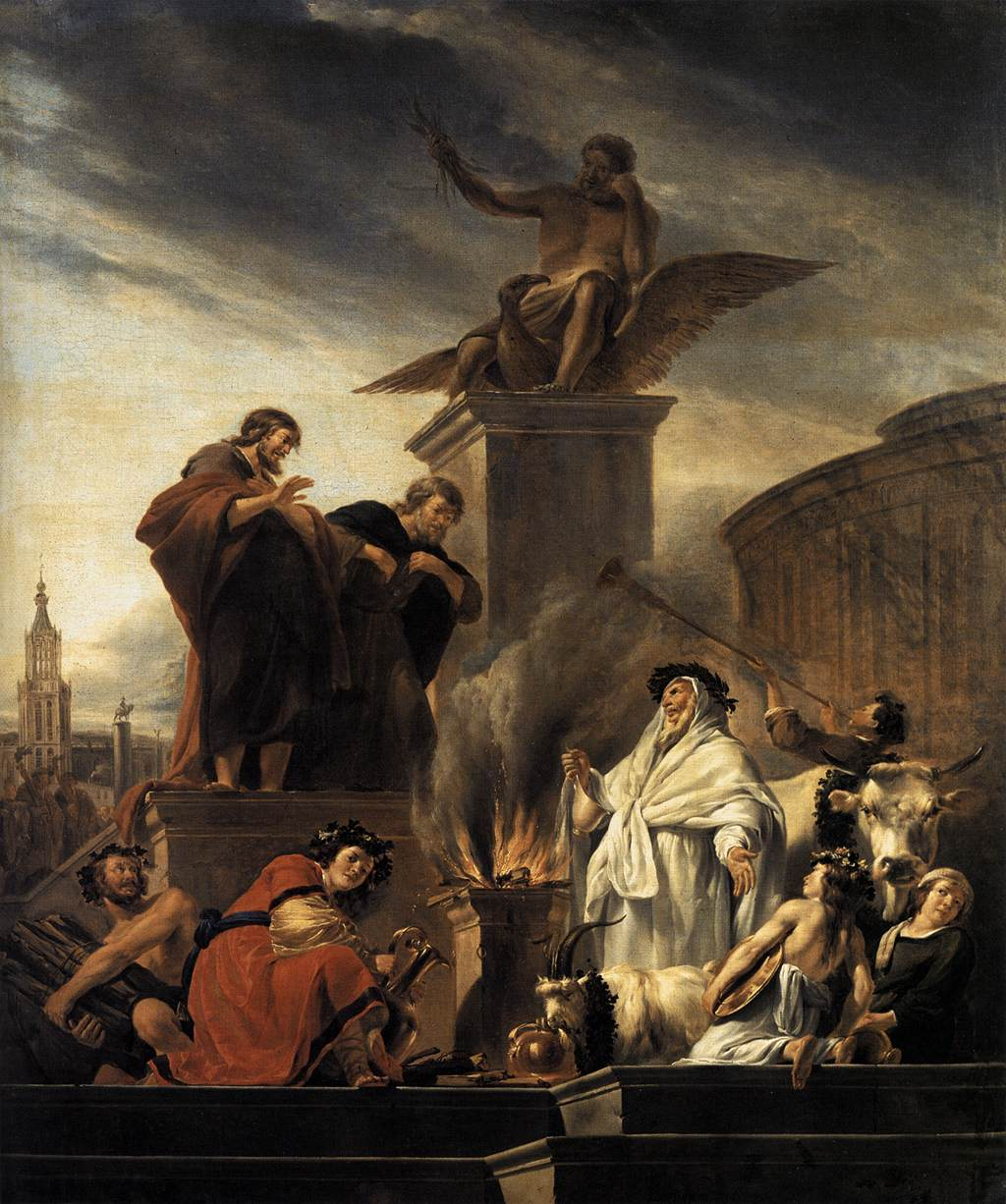
リストラを訪れたパウロとバルナバ。ニコラース・ベルヘム、1650年。

Hajj Sayedはガラテヤの信徒への手紙中のパウロとバルナバとの争いの描写がパウロの時代にバルナバによる福音書が存在したという考えを支持していると主張している。対照的にBlackhirstはこの議論に関するガラテヤ書の説明が福音書の作者が福音書をバルナバに帰する理由となったと提議している。パウロはこう書いている(Galatians Chapter 2):
さて、ケファがアンティオキアに来たとき、非難すべきところがあったので、わたしは面と向かって反対しました。なぜなら、ケファは、ヤコブのもとからある人々が来るまでは、異邦人と一緒に食事をしていたのに、彼らがやって来ると、割礼を受けている者たちを恐れてしり込みし、身を引こうとしだしたからです。そして、ほかのユダヤ人も、ケファと一緒にこのような心にもないことを行い、バルナバさえも彼らの見せかけの行いに引きずり込まれてしまいました。しかし、わたしは、彼らが福音の真理にのっとってまっすぐ歩いていないのを見たとき、皆の前でケファに向かってこう言いました。「あなたはユダヤ人でありながら、ユダヤ人らしい生き方をしないで、異邦人のように生活しているのに、どうして異邦人にユダヤ人のように生活することを強要するのですか。」—ガラ 2:11–14 、新共同訳
パウロは割礼のようなユダヤ人の律法を守ることで「ユダヤ人を満足させよう」とした点でペトロを攻撃している。この点でバルナバはペトロに従ってパウロに反対したとされている。このことは当時のガラテヤの住民がパウロの信仰に反対する福音書を用いており、バルナバによる福音書もそのうちの一つだったことを示していると感じる者もいる(が、ペトロの手紙二との兼ね合いでペトロによる福音書の方が彼らの用いていた福音書としてより自然であると考えられる)。ガラテヤ書の説明に対してバルナバによる福音書の導入的な章を比較することができる:
Dearly beloved the great and wonderful God hath during these past days visited us by his prophet Jesus Christ in great mercy of teaching and miracles, by reason whereof many, being deceived of Satan, under presence of piety, are preaching most impious doctrine, calling Jesus son of God, repudiating the circumcision ordained of God for ever, and permitting every unclean meat: among whom also Paul hath been deceived, whereof I speak not without grief; for which cause I am writing that truth which I have seen and heard, in the intercourse that I have had with Jesus, in order that ye may be saved, and not be deceived of Satan and perish in the judgment of God. Therefore beware of every one that preacheth unto you new doctrine contrary to that which I write, that ye may be saved eternally.—Introduction to the Gospel of Barnabas 
前の章句から、最初からパウロとバルナバは互いに仲良くしていたのではないかと主張される; しかし最終的には彼らはユダヤ教の律法を重要視するかどうかで別れることになる。

### 正典とのその他の相違点
以下の章句によれば、イエスはバルナバに語りかけて秘密を授けた:
Jesus, weeping, said: "O Barnabas, it is necessary that I should reveal to you great secrets, which, after that I shall be departed from the world, you shall reveal to it." Then answered he that writes, weeping, and said: "Suffer me to weep, O master, and other men also, for that we are sinners. And you, that are a holy one and prophet of God, it is not fitting for you to weep so much."

Jesus answered: "Believe me, Barnabas that I cannot weep as much as I ought. For if men had not called me God, I should have seen God here as he will be seen in paradise, and should have been safe not to fear the day of judgment. But God knows that I am innocent, because never have I harboured thought to be held more than a poor slave. No, I tell you that if I had not been called God I should have been carried into paradise when I shall depart from the world, whereas now I shall not go thither until the judgment. Now you see if I have cause to weep.

"Know, O Barnabas, that for this I must have great persecution, and shall be sold by one of my disciples for thirty pieces of money. Whereupon I am sure that he who shall sell me shall be slain in my name, for that God shall take me up from the earth, and shall change the appearance of the traitor so that every one shall believe him to be me; nevertheless, when he dies an evil death, I shall abide in that dishonour for a long time in the world. But when Muhammad shall come, the sacred Messenger of God, that infamy shall be taken away. And this shall God do because I have confessed the truth of the Messiah who shall give me this reward, that I shall be known to be alive and to be a stranger to that death of infamy."—
またバルナバによる福音書によれば、イエスがバルナバに福音書を書くよう促した:
Jesus turned himself to him who writes, and said: "Barnabas, see that by all means you write my gospel concerning all that has happened through my dwelling in the world. And write in a similar manner that which has befallen Judas, in order that the faithful may be undeceived, and every one may believe the truth."—

## アナクロニズム

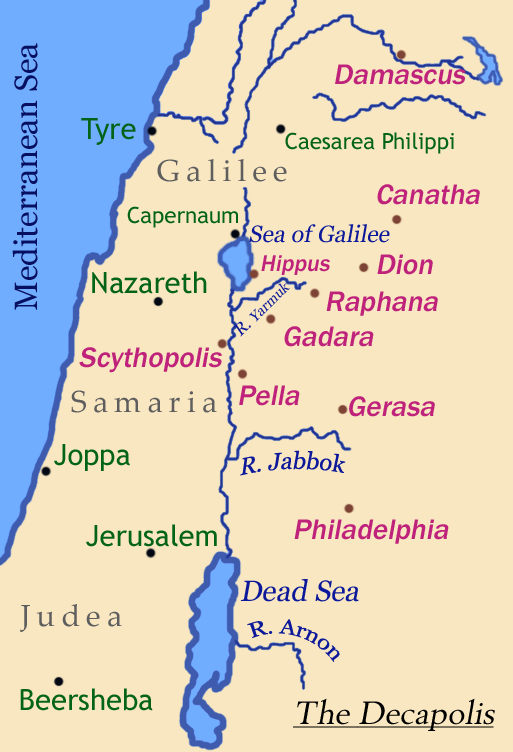

『バルナバによる福音書』には非常に多くのアナクロニズムないし歴史的に場違いな物事が含まれていると指摘する読者もいる:
- 同書中でイエスはガリラヤからナザレまで海を渡って行く – しかしナザレは内陸にある; またそこからカファルナウムへ「登って」行く – 実際にはカファルナウムは湖岸にある都市である(第20–21章); ただしこの問題はBlackhirstで扱われていて、歴史上のナザレの位置はそれ自体謎であるという。
- イエスはポンティオ・ピラトの統治下に生まれたとされているが、彼の統治は紀元後26年以降である。
- バルナバはキリストとメシアが同義語だと気付いていない。キリスト(希: Χριστός)はメシア(ヘブライ語: משיח)のギリシア語訳で、どちらも「油を注がれた者」を意味する。そのためバルナバによる福音書は誤ってイエスを「イエス・キリスト」(つまりメシアのイエス)と呼んでおきながら「イエスは『私はメシアではない』と告白し真実を述べた」と言っている(第42章)。
- 聖年が100年ごとにあると言及される(第82章)が、レビ記:25では50年ごとである。このアナクロニズムは教皇ボニファティウス8世が1300年を聖年としたことと関係があると思われる; ボニファティウス8世はその後百年ごとに聖年とすると定めた。1343年にはクレメンス6世によって聖年の間隔が50年に縮減された[16]。
- アダムとイブがリンゴを食べる(第40章); ところが知恵の樹(創世記 2:9,17; 3:5)の果実がリンゴだという伝統的な観念は旧約聖書のラテン語訳による。ラテン語では「リンゴ」と「悪」がともに「malum」である。
- バルナバによる福音書ではワインが木製の樽に貯蔵されているという描写がある(第152章)。木製の樽はガリアや北イタリアに特有のもので、ローマ帝国では300年頃までワインの貯蔵には一般的には用いられていなかった; さらに1世紀のパレスチナではワインは常に皮袋や瓶(アンフォラ)に入れて貯蔵されていた。ヨーロッパナラはパレスチナでは生育しない; そしてその他の木材では酒樽に使うには気密性が十分でない[58]
- 第91章で「40日間」が毎年の断食期間として言及されている[36]。これはキリスト教の伝統で四旬節に40日間断食することに一致している; しかしこの慣習は第1ニカイア公会議(325年)より以前には確認されていない。また当時のユダヤ教にも40日間断食をするという慣習は存在しなかった。
- バルナバによる福音書中で旧約聖書が引用される際、その読みはギリシア語の七十人訳やヘブライ語のマソラ本文ではなくラテン語のヴルガータの読みに一致する。ヴルガータ聖書はヒエロニムスが382年以降に翻訳を始めたものであり、これはバルナバの死後数百年後である[59]。
- 第54章ではこのように述べられている: 「彼は両替に加わったので金ひとかけらが六十枚の小銭(イタリア語でminuti)に変わったに違いない。」 新約聖書の時代にはアウレウス金貨一枚が最小単位のレプタ銅貨(ラテン語ではminutiと呼ばれる)3200枚の価値があった; 一方ローマで一般的だったデナリウス銀貨は128レプタの価値があった。バルナバによる福音書の交換比率は1：60だが、これは正典福音書の対応箇所(マルコ 12:42)の中世後期の読みと一致する。この読みはminutiを1/60を意味するものとする中世の一般的な解釈から生じている。
- 第91章ではユダヤ人の軍隊が三軍それぞれ20万人の兵士を含んで合計60万人の兵士がミツパに集ったと記録されているが、当時のローマ帝国の全軍でも30万人程度と推計されている。
- 第119章では同等の貴重さ・価値を持つものの例として砂糖と金を挙げている。しかし古代にはインドで砂糖の特性が知られていたが、6世紀に産業規模で生産されるようになるまでは甘味料として交易の対象になっていなかった。11世紀から15世紀にはヨーロッパへの砂糖の交易路はアラブ人が独占しており、その価値はしばしば金に比された。しかし15世紀半ばからはカナリア諸島およびアゾレス諸島に大規模なサトウキビ生産地が開かれ、砂糖は依然奢侈品ではあったが並外れて貴重な物とはみなされなくなった[60]。

## ムスリムによる解釈
20世紀初頭からバルナバによる福音書が英語・アラビア語・ウルドゥー語訳で発行されるようになってから、本文献はイスラームによるイエス解釈を支持するために広く引用されてきた; 本文献を引用したムスリムの著述家にはラフマトゥッラー・カイラーナウィー、ラシード・リダー、アブル・アラ・マウドゥーディ、ミルザー・グラーム・アフマド、ムハンマド・アタ・ウッラヒームなどがいる。
一般的なイスラームの教説では、インジール(福音書)は預言者イーサー(イエス)によって伝えられたが、キリスト教徒が伝えていく過程で取り返しのつかないほど崩壊・歪曲されてしまった。結果として、(新約聖書の正典四福音書も含めて)キリスト教徒の伝承するいかなる文書もイエスの教えを真に表すものとして信用のおけるものではないとされる。正統派イスラームから見れば、クルアーンが提議することと多くの相違があるのでバルナバによる福音書はキリスト教徒による著作だと見なせる; ゆえに、バルナバによる福音書も崩壊・歪曲をこうむったものだと予想される。結果として、正統派ムスリムでバルナバによる福音書を神聖なインジールを伝えるものとしては受け入れる者はおらず、現在知られるイタリア語写本に後世の偽造の要素が含まれることを否定する者はほとんどいない。にもかかわらず、 ムスリムの著述家たちはイエスが神の子であることの否定やイエスによる神の使者の到来の預言的予告といったバルナバによる福音書の章句をクルアーンの教えとの一致を保っているものとして時々引用する。結果として、バルナバによる福音書のこうした章句はより一層イスラームと一致する初期のイエス伝承が抑圧をくぐりぬけて生き残ったものを表しているとみなす傾向にあるムスリムもいる。

### シリア写本が存在するかもしれない
1985年にトルコ東部のハッキャリ周辺でこの福音書の古いシリア語写本が発見されたと手短に報道された。しかし、その写本は実際には聖書正典を含むものだと証明された。
2012年2月には、アンカラ民族学博物館に52ページあるシリア語の聖書の写本が所蔵されていたことがトルコ文化観光省により確認された。トルコの新聞によるとその写本は2000年にキプロスで警察が密輸業者たちに対して行った作戦の間に発見されたもので、その後警察の倉庫に保管されていたという; そしてこの写本の内容はバルナバによる福音書と考えられるというのである。しかし、その後アンカラ写本の内容に関してもその年代や真正性の科学的調査に関しても確認されていない。2012年3月に中世シリア語文献の専門家アサド・サウマ博士が、民族学博物館に所蔵されていた写本は自分が以前に部分的に分析したものと同一だと考えられると報告した。調査した文献の一部は福音書のランダムな章句や引用から成ると彼は述べている; また、それらとバルナバによる福音書との一致を見出すことはできなかったとも彼は述べている。 (in Arabic)